# Готель «Нова троянда»
«Готель „Нова троянда“» (англ. New Rose Hotel) — американський фільм 1998 року режисера Абеля Феррари за оповіданням Вільяма Ґібсона.

## Сюжет
У недалекому майбутньому японський генетик Хіроші стає причиною війни між японською і німецькою мегакорпораціями. Його винаходи здатні перевернути світ і обіцяють мільйонні прибутки. В цілях безпеки японці наймають найкращих фахівців по шпигунству. Але чи зможуть вони встояти перед смертельною інтригою і зрадою?

## У ролях
| Актор                 | Роль                     |
| --------------------- | ------------------------ |
| Крістофер Вокен       | Фокс                     |
| Віллем Дефо           | Ікс                      |
| Азія Ардженто         | Сенді                    |
| Аннабелла Шиорра      | мадам Роза               |
| Джон Лур'є            | видатна людина           |
| Кіммі Сузукі          | азіатська дівчина 1      |
| Міу                   | азіатська дівчина 2      |
| Йошітака Амано        | Хіроші                   |
| Ґретчен Мол           | Дружина Хіросі           |
| Філ Нілсон            | валлієць                 |
| Кен Келш              | експедитор               |
| Ендрю Фісцелла        | секс-шоу хлопець         |
| Рейчел Гласс          | секс-шоу дівчина 1       |
| Роберта Орланді       | секс-шоу дівчина 2       |
| Ерін Джермейн Серрано | секс-шоу дівчина 3       |
| Ніколь Таггарт        | секс-шоу дівчина 4       |
| Рюіті Сакамото        | Хосака                   |
| Віктор Арго           | португальський бізнесмен |
| Анна Марі Winds       | німкеня                  |
| Джоел Сент Бернард    | охоронець клубу          |
| Харпер Саймон         | людина біля столу        |
| Джордж Smurra         | Одноокий Джордж          |
| Френкі Сі             | Жирний Френкі            |
| Джон «Ча Ча» Чьярчія  | Ча Ча                    |
| Ехо Данон             | співак 1                 |
| Кіріє Tinch           | співак 2                 |
| Девід Шеллі           | метрдотель               |
| Нік Гуччіоне          | охоронець                |
| Меттью Мессіна        | охоронець                |
| Аль Croseri           | охоронець                |
| Джон Руссо            | охоронець                |
| Вінсент ДіМарко       | вчений                   |
| Волтер Абрахам        | вчений                   |
| Сел Савіно            | вчений                   |
| Сем Canegallo         | вчений                   |
| Тім Браунінг          | вчений                   |
| М. Келлі Рейнольдс    | дівчина                  |
| Джанін Глікман        | дівчина                  |
| Реймонд Де Фелітта    | охоронець лабораторії    |